# Indicateur de Willcocks
Indicator willcocksi
Pour les articles homonymes, voir Willcocks.
Espèce
Statut de conservation UICN

 LC  : Préoccupation mineure
L'Indicateur de Willcocks (Indicator willcocksi) est une espèce d'oiseau de la famille des Indicatoridae.
Cet oiseau est répandu en Afrique équatoriale.

## Liste des sous-espèces
- Indicator willcocksi ansorgei Grant, 1915
- Indicator willcocksi hutsoni Bannerman, 1928
- Indicator willcocksi willcocksi Alexander, 1901